# Batman (film 2022)
Batman (ang. The Batman) – amerykański fantastycznonaukowy film akcji na podstawie serii komiksów o superbohaterze o tym samym pseudonimie wydawnictwa DC Comics. Za reżyserię odpowiadał Matt Reeves, który napisał scenariusz wspólnie z Peterem Craigiem. Tytułową rolę zagrał Robert Pattinson, a obok niego w głównych rolach wystąpili: Zoë Kravitz, Paul Dano, Jeffrey Wright, John Turturro, Peter Sarsgaard, Andy Serkis i Colin Farrell.
Prace nad filmem rozpoczęły się po tym, jak Ben Affleck został obsadzony w roli Batmana w DC Extended Universe w 2013. Affleck miał być reżyserem, producentem, współscenarzystą i zagrać główną rolę w filmie, lecz ostatecznie w pełni wycofał się z udziału w projekcie. Reeves przejął film i zmodyfikował scenariusz usuwając powiązania z DCEU i osadzając film w DC Elseworlds. Zdecydował się zgłębić detektywistyczną stronę Batmana w większym stopniu niż twórcy poprzednich ekranizacji. Pattinson został obsadzony na miejsce Afflecka w maju 2019. Zdjęcia trwały od stycznia 2020 do marca 2021 w Wielkiej Brytanii i Chicago.
Fabuła skupia się na postaci Batmana, który próbuje wytropić grasującego w Gotham seryjnego mordercę. Na swojej drodze spotyka jednak wielu przeciwników, którzy skutecznie utrudniają mu jego misję. Odkrywa także, że w jego rodzinie mogło dojść do zbrodni.
Światowa premiera Batmana miała miejsce 1 marca 2022 w Lincoln Center w Nowym Jorku. W Polsce i w Stanach Zjednoczonych zadebiutował 4 marca tego samego. Film zarobił ponad 770 milionów dolarów przy budżecie 185-200 milionów dolarów, co uczyniło go siódmym najbardziej dochodowym filmem 2022. Zebrał pochwały za występ obsady, muzykę, zdjęcia, reżyserię Reevesa, sekwencje akcji i fabułę, choć niektórzy krytykowali czas trwania filmu. Produkcja otrzymała m.in. trzy nominacje do Oscara.
Warner Bros. ogłosił, że w planach są dwie kontynuacje filmu, które – razem z filmem Batman – będą stanowić trylogię. Ujawniono także plan zrealizowania kolejnych produkcji w ramach wspólnego uniwersum Batmana zapoczątkowanego przez film Batman. Zapowiedziano też dwa seriale powiązane z filmem dla platformy HBO Max.

## Fabuła
Podczas Halloween burmistrz Gotham City Don Mitchell Jr. zostaje zamordowany przez seryjnego mordercę zwanego Riddler (Riddler). Miliarder Bruce Wayne, od dwóch lat działający jako Batman, prowadzi śledztwo wraz z Departamentem Policji Gotham City (GCPD). Porucznik James Gordon odkrywa, że Riddler zostawił wiadomość dla Batmana, ale komisarz Pete Savage gani go za wpuszczenie mściciela na miejsce zbrodni i zmusza Batmana do odejścia. Riddler zabija Savage’a i zostawia kolejną wiadomość dla Batmana.
Batman i Gordon odkrywają, że Riddler zostawił w samochodzie Mitchella pendrive zawierający zdjęcia burmistrza z Anniką w Iceberg Lounge, klubie nocnym prowadzonym przez Pingwina. Batman przepytuje go, a on twierdzi, że nic nie wie. Wayne zauważa, że Selina Kyle, współlokatorka i dziewczyna Anniki, pracuje tam jako kelnerka, więc zaczyna z nią współpracować. Po porwaniu Anniki Batman wysyła Selinę z powrotem do Iceberg Lounge, by poszukała wskazówek. Dzięki niej odkrywa, że Savage bierze łapówki od Carmine Falcone’a, podobnie jak prokurator Gil Colson. Selina zrywa kontakt, gdy Batman naciska na nią w sprawie jej związku z Falconem.
Riddler uprowadza Colsona, przyczepia mu do szyi bombę zegarową i wysyła go, by zakłócił pogrzeb Mitchella. Kiedy na miejscu zjawia się Batman, Riddler dzwoni do niego przez telefon Colsona i grozi, że zdetonuje bombę jeśli Colson nie rozwiąże trzech zagadek. Batman pomaga Colsonowi odpowiedzieć na dwie pierwsze, ale Colson odmawia udzielenia odpowiedzi na trzecią – imię informatora, który przekazał GCPD informacje doprowadzające do akcji antynarkotykowej która przeszła do historii, a w której zginął Sal Maroni – przez co umiera. Batman i Gordon dochodzą do wniosku, że informatorem może być Pingwin i go namierzają. Odkrywają, że operacja Maroniego nigdy nie została zakończona, a w sprawę zamieszanych jest wielu funkcjonariuszy GCPD. Selina nieumyślnie ich demaskuje, gdy zjawia się na miejscu ukraść pieniądze. Gdy Pingwin ucieka, Selina odkrywa w bagażniku samochodu zwłoki Anniki. Batman pojmuje Pingwina, ale dowiaduje się, że to nie on był informatorem.
Batman i Gordon podążają tropem Riddlera do ruin sierocińca, prowadzonego niegdyś przez rodziców Bruce’a, Thomasa i Marthę. Dowiadują się, że Riddler był mieszkańcem tego sierocińca i żywi urazę do rodziny Wayne’ów. Lokaj i opiekun Bruce’a, Alfred Pennyworth, trafia do szpitala po tym, jak otwiera list będący bombą, zaadresowany do Bruce’a. Riddler ujawnia dowody na to, że ojciec Bruce’a, który startował w wyborach na burmistrza, wynajął Falcone’a, by ten zabił dziennikarza grożącego ujawnieniem kompromitujących szczegółów na temat choroby psychicznej Marthy. Bruce, który dorastał w przekonaniu, że jego ojciec był moralnie uczciwy, rozmawia z Alfredem, który potwierdza zarzuty. Mówi też, że zdecydował się wydać Falcone’a w ręce policji po tym, jak dowiedział się o morderstwie oraz że przypuszcza, iż Falcone kazał zabić Thomasa i Marthę, aby temu zapobiec.
Selina przyznaje się Batmanowi, że Falcone jest jej ojcem. Dowiaduje się, że Annika została uduszona, ponieważ Mitchell powiedział jej, że Falcone był informatorem. Z tego powodu postanawia go zabić. Batman i Gordon przybywają do Iceberg Lounge i powstrzymują ją, ale Falcone’a zabija Riddler. Zdemaskowany jako księgowy Edward Nashton, Riddler zostaje osadzony w więzieniu Arkham. Nashton mówi, że zazdrościł Bruce’owi współczucia, które otaczało go po zabójstwie rodziców, podczas gdy on był ignorowany. Uwielbia Batmana, który zainspirował go do zajęcia się skorumpowanymi i proponuje mu współpracę, ale Batman gniewnie ją odrzuca. Przeszukując jego mieszkanie Wayne odkrywa, że Nashton rozmieścił w Gotham samochody z bombami i stworzył grupę zwolenników w Internecie, którzy planują zamordować burmistrz Bellę Reál.
Bomby wybuchają i niszczą falochrony wokół Gotham, przez co miasto zostaje zalane. Mieszkańcy uciekają do krytej hali sportowej, gdzie zwolennicy Nashtona strzelają do Reál, ale zostają powstrzymani przez Batmana i Selinę. Po powodzi Nashton zaprzyjaźnia się z innym więźniem (który okazuje się być Jokerem), natomiast Selina uznaje, że Gotham nie da się już uratować i odchodzi. Batman pomaga w odbudowie miasta i obiecuje go bronić.

## Obsada
| Polski dubbing |
| - Mateusz Kwiecień jako Bruce Wayne / Batman - Lidia Pronobis jako Selina Kyle / Catwoman - Otar Saralidze jako Edward Nashton / Riddler - Wojciech Żołądkowicz jako James Gordon - Grzegorz Wons jako Carmine Falcone - Waldemar Barwiński jako Gil Coulson - Olaf Lubaszenko jako Alfred Pennyworth - Tomasz Borkowski jako Oswald Cobblepot / Pingwin |

- Robert Pattinson jako Bruce Wayne / Batman, miliarder, który walczy z przestępczością Gotham City jako Batman[7].
- Zoë Kravitz jako Selina Kyle / Catwoman, kelnerka z klubu nocnego, dilerka narkotyków i włamywaczka, która spotyka Batmana podczas poszukiwań zaginionej współlokatorki[8].
- Paul Dano jako Edward Nashton / Riddler, seryjny morderca, którego celem są najważniejsi mieszkańcy Gotham[9].
- Jeffrey Wright jako James Gordon, komisarz policji w Gotham City i sojusznik Batmana[8].
- John Turturro jako Carmine Falcone, ojciec Seliny, odpowiedzialny za wiele zbrodni w Gotham[10].
- Peter Sarsgaard jako Gil Colson, prokurator generalny Gotham City[11].
- Andy Serkis jako Alfred Pennyworth, lokaj i mentor Wayne’a[12].
- Colin Farrell jako Oswald Cobblepot / Pingwin, podwładny Falcone’a, który prowadzi Iceberg Lounge – klub nocny, w którym pracuje Selina[13].

Ponadto w filmie wystąpili: Jayme Lawson jako Bella Reál, kandydatka na burmistrza Gotham City, Alex Ferns jako komisarz Pete Savage, Gil Perez-Abraham jako Martinez, funkcjonariusz policji, Peter McDonald jako Kenzie, skorumpowany funkcjonariusz policji, Con O’Neill jako Mackenzie Bock, szef policji, Rupert Penry-Jones jako Don Mitchell Jr., burmistrz Gotham, bliźniacy Charlie i Max Carver jako bramkarze Iceberg Lounge, Hana Hrzic jako Annika, współlokatorka i dziewczyna Seliny, Jay Lycurgo jako młody członek gangu oraz Luke Roberts i Stella Stocker jako rodzice Bruce’a, Thomas i Martha.
W roli cameo pojawił się Barry Keoghan, który wcielił się w Jokera.

## Produkcja

### Rozwój projektu

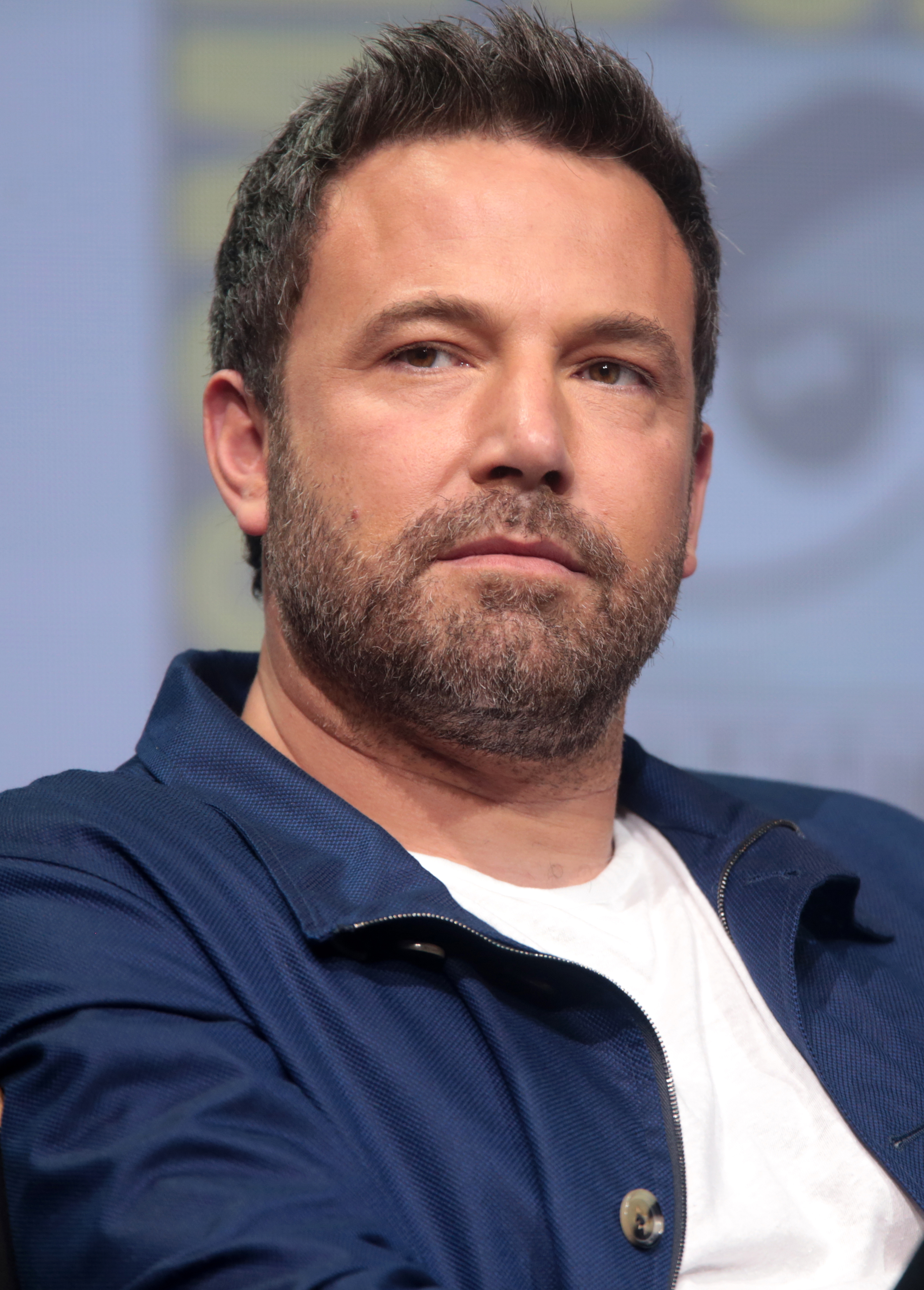
Ben Affleck miał pierwotnie zagrać główną rolę w filmie oraz być reżyserem, producentem i scenarzystą

#### Ben Affleck
W sierpniu 2013 Ben Affleck został obsadzony w roli Bruce’a Wayne’a / Batmana w DC Extended Universe. Zadebiutował w filmie Batman v Superman: Świt sprawiedliwości w 2016, a następnie pojawił się w Suicide Squad (2016) i Lidze Sprawiedliwości (2017). W październiku 2014 Warner Bros. ujawnił plany dotyczące solowego filmu o Batmanie z Affleckiem w roli głównej, który był także w trakcie negocjacji dotyczących reżyserii i współtworzenia scenariusza. Produkcja miała rozpocząć się gdy Affleck zakończy pracę nad Nocnym życiem (2016).
Affleck i Johns ukończyli pierwszy szkic w marcu 2016. Scenariusz miał opowiadać o wydarzeniach po Batman v Superman i Lidze Sprawiedliwości i być inspirowany komiksami. Affleck porównał klimat filmu do Batman v Superman, a także gry wideo Batman: Arkham Asylum (2009). Robert Richardson, który był zaangażowany w projekt na jego wczesnym etapie potwierdził, że scenariusz był przede wszystkim osadzony w Arkham Asylum. Przedstawiał on Slade’a Wilsona / Deathstroke’a, który chciał uczynić Batmana bezbronnym przed walką z nim na ulicach Gotham. Planowano, że pojawi się Batgirl, która pomoże Batmanowi. Johns powiedział, że film miałby również rozwijać wątek śmierci Robina, która została zasugerowana w Batman v Superman.
Dyrektor generalny Warner Bros. Kevin Tsujihara potwierdził podczas CinemaCon w kwietniu 2016, że Affleck wyreżyseruje film. W maju Jeremy Irons ujawnił, że ponownie wcieli się w rolę Alfreda Pennywortha z Batman v Superman, a w sierpniu poinformowano o obsadzeniu Joe Manganiello w roli Deathstroke’a. Dodatkowo Jared Leto wyraził zainteresowanie powtórzeniem roli Jokera z Suicide Squad. Zack Snyder nakręcił scenę po napisach do Ligi Sprawiedliwości, która miała przygotować widzów na film o Batmanie. Przedstawiała ona Lexa Luthora (Jesse Eisenberg) ujawniającego Deathstroke’owi sekretną tożsamość Batmana. W październiku Affleck ujawnił, że film zatytułowany będzie Batman. W grudniu powiedział, że zdjęcia prawdopodobnie rozpoczną się w połowie 2017, a premiera odbędzie się w 2018. W tym samym miesiącu planowany sequel Ligi Sprawiedliwości został opóźniony na rzecz Batmana. W tym czasie Chris Terrio został zatrudniony do prac nad scenariuszem.
Affleck ogłosił w styczniu 2017, że rezygnuje z funkcji reżysera, aby skupić się na swojej roli. Pozostał jednak producentem filmu. Kilka miesięcy później ujawnił, że powodem rezygnacji było to, że nie był w stanie pokierować scenariusza w sposób, w jaki chciał i czuł, że nadszedł czas, aby ktoś inny „miał na to szansę”. W tym czasie Warner Bros. skupiło się na innych filmach, co sprawiło, że film Afflecka został odsunięty. Scena po napisach w Lidze Sprawiedliwości została zmieniona w postprodukcji, aby zapowiadała grupę Injustice League, która miała się pojawić w sequelu Ligi Sprawiedliwości zamiast roli Deathstroke’a w Batmanie, jednak oryginalna scena została umieszczona w 2021 w Lidze Sprawiedliwości Zacka Snydera.

#### Matt Reeves

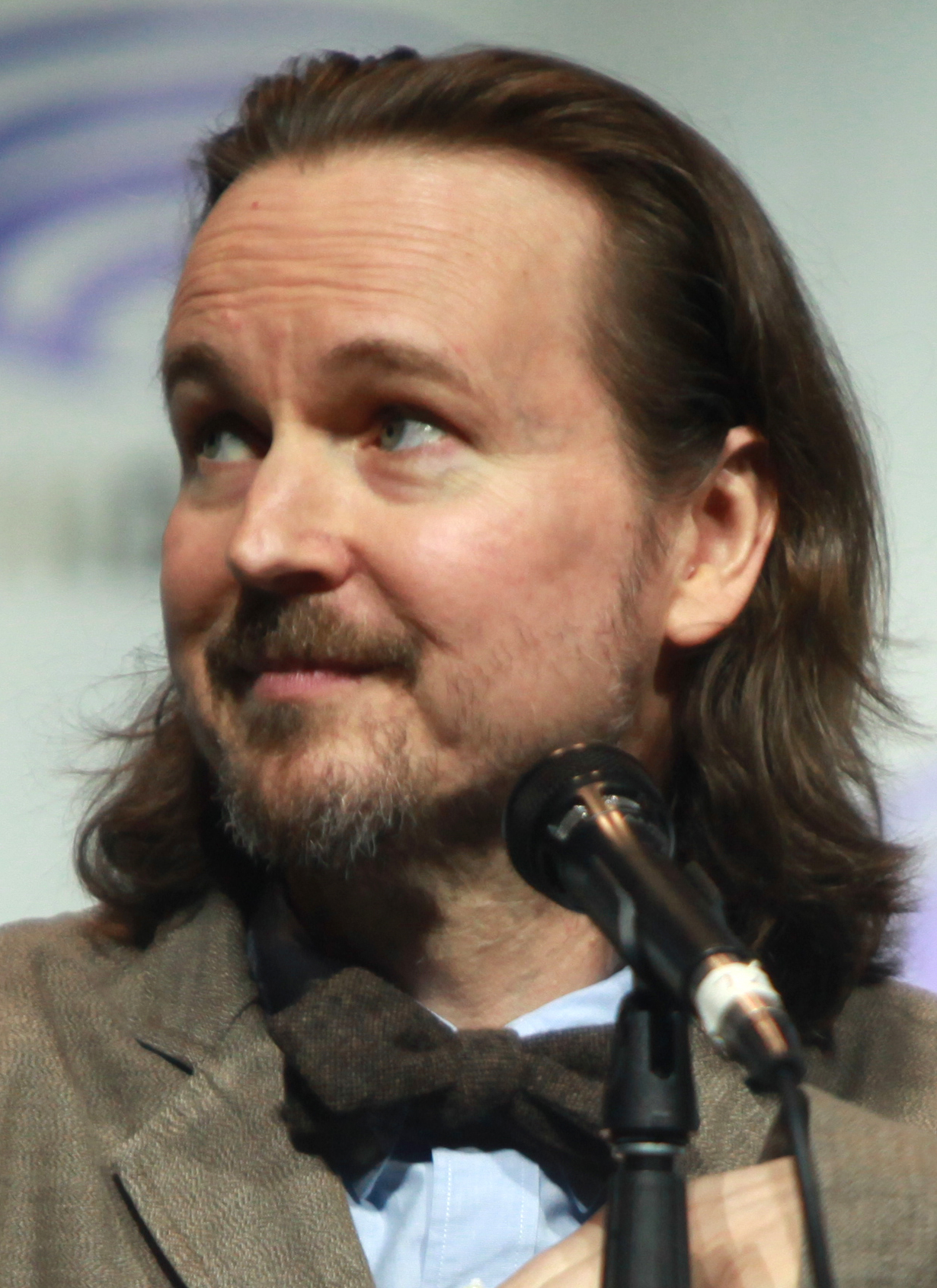
Matt Reeves został reżyserem i scenarzystą po rezygnacji Afflecka

Na miejsce Afflecka brano pod uwagę takich reżyserów, jak Matt Reeves, Matt Ross, Ridley Scott, Gavin O’Connor, George Miller, Denis Villeneuve i Fede Álvarez. 10 lutego 2017 poinformowano, że Reeves rozpoczął negocjacje z Warner Bros., a 23 lutego ogłoszono go jako nowego reżysera. Miał on również wyprodukować film wraz z Dylanem Clarkiem. Warner Bros. wysłało Reevesowi kopię scenariusza Afflecka, ale on stwierdził, że nie jest to film, który chce zrobić. Ze względu na pracę Reevesa nad Wojną o planetę małp (2017), studio Warner Bros. zgodziło się opóźnić produkcję do czasu, aż reżyser będzie dostępny.
Reeves rozpoczął pracę nad scenariuszem w marcu 2017. Początkowo planował zachować powiązania Batmana z DCEU i konsultował się z Affleckiem, ale ostatecznie przerobił historię tak, aby skupić się na wcześniejszej historii Batmana. Reeves chciał, aby Batman spotkał inne postaci z komiksów, co przyczyniło się do wprowadzenia do filmu m.in. Catwoman, Penguina i Carmine’a Falcone’a. Reżyser zdradził, że ponownie przeczytał swoje ulubione komiksy o Batmanie, ale nie oparł filmu na żadnym z nich. Komiksy, którymi się inspirował to „Year One” (1987) Franka Millera i Davida Mazzucchelli, „The Long Halloween” (1996-97) Jepha Loeba i Tima Sale’a, „Ego” (2000) Darwyna Cooke’a oraz „Zero Year” (2013-14) Scotta Snydera i Grega Capullo. Reeves chciał odejść od spojrzenia na Bruce’a Wayne’a jako playboya. W przeciwieństwie do poprzednich filmów o Batmanie, produkcja skupia się na jego umiejętnościach detektywistycznych. Do tytułowej roli chciał obsadzić młodszego od Afflecka aktora. W sierpniu 2018 Ben Affleck trafił na odwyk z powodu nadużywania alkoholu i uznano, że po tym incydencie mało prawdopodobne jest, aby ponownie zagrał swoją rolę w filmie. Na panelu Television Critics Association w sierpniu 2018, Reeves powiedział, że scenariusz jest prawie ukończony. Miał nadzieję, że ukończy go w ciągu kilku tygodni i rozpocznie produkcję w pierwszej połowie 2019. Reeves złożył swój pierwszy szkic do Warner Bros. w następnym miesiącu. Mattson Tomlin i Peter Craig również przyczynili się do powstania scenariusza, jednak w napisach wymieniono tylko Reeves’a i Craiga.
Matt Reeves pierwotnie chciał, aby produkcja była osadzona w DCEU. W sierpniu 2017 Reeves ujawnił, że film będzie połączony z szerszym uniwersum, ale stworzy samodzielną historię. Ostatecznie stwierdził, że połączenie filmu z DCEU odciągnie uwagę od postaci Batmana i poprosił Warner Bros. o swobodę twórczą i możliwość opowiedzenia historii spoza uniwersum. Wyłączenie przez Warner Bros. multiwersum świata DC pozwoliło Reevesowi obrać własny kierunek projektu, co oficjalnie potwierdził prezes DC Films, Walter Hamada. Akcja rozgrywa się w oddzielnym świecie, znanym jako „Ziemia-2”.
W styczniu 2019 Warner Bros. wyznaczyło datę premiery filmu na 25 czerwca 2021, a Affleck potwierdził, że nie będzie już grał głównej roli. Aktor wyjaśnił, że ustąpił z powodu kilku czynników, m.in. rozwodu z Jennifer Garner i problemów z alkoholem.

### Casting
W lipcu 2015 potwierdzono, że Ben Affleck zagra tytułową rolę w filmie. W maju tego samego do obsady dołączył Jeremy Irons jako Alfred Pennyworth. We wrześniu tego samego Joe Manganiello został obsadzony jako Deathstroke. W lutym 2018 ujawniono, że J.K. Simmons powróci jako komisarz James Gordon. W lipcu 2017 poinformowano, że studio rozważa zrezygnować z Afflecka i zastąpić go innym aktorem.
W styczniu 2019 ujawniono, że Batmana zagra inny aktor. W maju ujawniono, że wśród kandydatów do roli są Robert Pattinson, Nicholas Hoult, Armie Hammer i Aaron Taylor-Johnson, a pod koniec tego miesiąca Pattison otrzymał rolę. Spotkało się to z negatywną reakcją niektórych fanów Batmana, którzy wystosowali petycję w sprawie zmiany decyzji. Za Pattinsonem wstawił się Christian Bale, który grał Batmana w trylogii o Mrocznym Rycerzu. Aby odpowiednio przygotować się do roli, Pattinson trenował brazylijskie jiu-jitsu, a podczas pracy nad filmem Tenet wysłuchiwał rad Christophera Nolana, który wyreżyserował filmy o Mrocznym Rycerzu.
We wrześniu Jeffrey Wright i Jonah Hill rozpoczęli rozmowy ze studiem dotyczące zagrania w filmie. W październiku Wright został obsadzony w roli Jamesa Gordona, a Hill zrezygnował. W tym samym miesiącu do obsady dołączyli Zoë Kravitz jako Selina Kyle / Catwoman i Paul Dano jako Riddler. Kravitz wcześniej podkładała głos tej postaci w filmie Lego Batman: Film. Pod uwagę brano także takie aktorki, jak Ana de Armas, Ella Balinska, Eiza González, Zazie Beetz i Alicia Vikander. Miesiąc później poinformowano, że w filmie zagrają Andy Serkis jako Alfred Pennyworth, Colin Farrell jako Penguin, John Turturro jako Carmine Falcone i Jayme Lawson jako Bella Reál. W grudniu do obsady dołączył Peter Sarsgaard.
W lutym 2020 poinformowano, że w filmie zagra Gil Perez-Abraham, a w marcu ujawniono, że wystąpią w nim również Charlie Carver i Max Carver. W sierpniu tego samego ujawniono, że w obsadzie znalazł się Barry Keoghan jako Stanley Merkel. W październiku poinformowano, że do obsady w nieujawnionej roli dołączył Rupert Penry-Jones. W następnym ujawniono, że w filmie pojawi się również Con O’Neill.
Reeves nie był pewien, czy postać Jokera nie zostanie wycięta z wersji kinowej, ani czy grający go aktor będzie mógł w przyszłości ponownie wcielić się w tę rolę. Uważał więc, że aktor wcielający się w Jokera musi być „nieulękły”. Reeves spotkał się z Barrym Keoghanem, który z chęcią przyjął propozycję. Zespół produkcyjny próbował utrzymać rolę Keoghana w tajemnicy, jednak brat Keoghana wyjawił prawdę w mediach społecznościowych przed premierą filmu.

### Scenografia i kostiumy
Prace nad zaprojektowaniem jaskini Batmana i Batmobilu rozpoczęto jeszcze przed ukończeniem scenariusza, ponieważ Reeves miał już wtedy jasną wizję tego, jak będą wyglądały. Jaskinia Batmana była wzorowana na stacji kolejowej pod nowojorskim hotelem Waldorf-Astoria oraz na prywatnych podziemnych tunelach kolejowych w Nowym Jorku, z których korzystały zamożne rodziny na początku lat 90. XX wieku. Lokacja ta została też częściowo zbudowana na terenie Warner Bros. Studios w Leavesden i służyła również jako fundament dla przedstawionej w filmie rezydencji Wayne’ów. Scenografię do ratusza Gotham zbudowano w hangarze na terenie lotniska Cardington. Znajdowało się tam także dźwiękoszczelne pomieszczenie, w którym Dano nagrywał niektóre sceny z Riddlerem.
Podczas opracowywania scenografii miasta Gotham, Reeves i scenograf James Chinlund chceli, aby było ono jak najbardziej realistyczne. Chinlund czerpał inspirację z filmów Davida Finchera i łączył kilka stylów architektonicznych; porównywał je do takich miast, jak Chicago czy Pittsburgh. Chciał też podkreślić zniszczenia spowodowane trudnościami gospodarczymi, z jakimi borykało się miasto, dlatego postanowił zamieścić w scenografii kilka niedokończonych budynków. Wykorzystywał różne style, w tym budynki z lat 20. i 40. XX wieku. Wayne Tower, która służy jako mauzoleum Wayne’a, była inspirowana Hearst Castle; natomiast Iceberg Lounge była inspirowana pracami Roberta Mosesa.
Batmobil został zaprojektowany jako pojazd bardziej przyziemny, a Chinlund i artysta koncepcyjny Ash Thorp zaprojektowali silnik pojazdu tak, aby przypominał nietoperza. Reeves chciał, aby Batmobil sprawiał wrażenie „dzikiej bestii” i odszedł od stylistyki czołgu widocznej w filmach Nolana o Mrocznym Rycerzu, na rzecz samochodu przypominającego muscle car. Inspiracją dla niego była powieść Stephena Kinga zatytułowana „Christine” (1983), opowiadająca o samochodzie zawładniętym przez siły nadprzyrodzone. Do budowy ramy pojazdu wykorzystano stalowy zderzak, aby Batman mógł „przecisnąć się przez każdą przeszkodę”, a także dach Dodge’a Chargera z 1969. Tył pozostał otwarty, ponieważ nie wymagał ochrony. Zbudowano łącznie cztery pojazdy, z których główny napędzany był silnikiem Chevroleta V8 o mocy 650 KM, skonstruowanym z ponad 3000 obrobionych części, a pozostałe wyposażone były w kardany, dystrybutory wody i wersję elektroniczną dla celów użytkowych. Zbudowano także jeden egzemplarz na podwoziu Tesli wykorzystywany do zdjęć nocnych i w pomieszczeniach.
Kostiumy nadzorowali Jacqueline Durran, Glyn Dillon i David Crossman. Kostium Batmana został zaprojektowany przez Crossmana i Dillona. Praca nad nim zajęła im rok. Zespół wykonał skany ciała Pattinsona podczas kręcenia filmu Tenet i użył ich w odniesieniu do sztuk koncepcyjnych narysowanych przez Dillona. W każdym elemencie dokonywano kolejnych modyfikacji, a Reeves ujrzał ostateczną wersję kostiumu w celu jego zatwierdzenia. Zespół stworzył ponad 20 kombinezonów wykorzystanych podczas zdjęć.
Colin Farrell jako Pingwin nosił protezy i gruby garnitur stworzony przez Mike’a Marino. Farrell wybrał noszenie grubego garnituru zamiast przybrania na wadze, ponieważ gdy przytył na potrzeby serialu Na wodach północy, musiał zmagać się z problemami zdrowotnymi. Kostium Farrella nie zawiera tradycyjnego monokla i cylindra Pingwina, uniemożliwiono mu także palenie tytoniu, co było jedną z cech charakterystycznych tej postaci w komiksach. Aktor chciał, aby pozwolono mu przynajmniej nosić cygaro, jednak studio Warner Bros. nie ustąpiło.
Kostium Riddlera został oparty na szkicach Zodiaca Killera. Zachowano tradycyjny zielony płaszcz, dodając jednocześnie maskę bojową. Dano chciał przez to pokazać, że Riddler "odczuwał dużo wstydu lub nienawiści do samego siebie". Aktor okrył się również folią plastikową, aby podkreślić, że Riddler podejmie ekstremalne środki ostrożności, aby uniknąć pozostawienia DNA na miejscach zbrodni. Kostium Catwoman został zaprojektowany tak, aby położyć fundament pod to, co stanie się jej komiksowym strojem, jednocześnie starając się uczynić go "tak praktycznym, jak to tylko możliwe". Marino zaprojektował również protezy twarzy, których Barry Keoghan użył do sportretowania Jokera. Mimo że ostatecznie widoczna jest tylko sylwetka Jokera, Reeves kazał Marino opracować pełny projekt. Chciał, aby przypominał on postać Gwynplaine graną przez Conrada Veidta z filmu Człowiek, który się śmieje, która była inspiracją do Jokera w komiksie. W celu wyróżnienia nowego wcielenia Jokera, Reeves uczynił jego grymas twarzy biologicznym schorzeniem, a nie blizną, jak to miało miejsce w poprzednich filmach.

### Zdjęcia i postprodukcja
Zdjęcia do filmu rozpoczęły się w styczniu 2020 w Londynie pod roboczym tytułem Vengeance. W lutym film kręcono na cmentarzu w Glasgow, a w marcu produkcja przeniosła się do Liverpoolu. W połowie tego samego miesiąca zdjęcia zostały przerwane wskutek pandemii COVID-19. Pierwotnie, w momencie wybuchu pandemii, studio Warner Bros. nie planowało wstrzymania zdjęć w przeciwieństwie do innych dużych wytwórni, jednak ostatecznie zdecydowało się na to. Warner Bros. oświadczyło, że przerwa będzie trwała tylko dwa tygodnie, ale 25 marca Reeves ogłosił, że zdjęcia zostały zawieszone na czas nieokreślony. 1 kwietnia jeden z członków ekipy, Andrew Jack, zmarł na COVID-19. Tego samego miesiąca Warner Bros. przesunęło datę premiery na 1 października 2021.
Przed zawieszeniem zdjęć nakręcono około jedną czwartą całości, a Reeves zaczął planować pozostałą część. 12 maja rząd Wielkiej Brytanii ogłosił, że wysokiej klasy produkcje filmowe mogą wznowić zdjęcia, jeśli tylko pracodawcy wprowadzą środki bezpieczeństwa związane z COVID-19. Miesiąc później ekipa Batmana otrzymała pozwolenie na wznowienie produkcji najwcześniej w lipcu. 3 września u Pattinsona wykryto obecność COVID-19 i wznowione kilka dni wcześniej zdjęcia zostały ponownie wstrzymane, a ekipa filmowa została poddana dwutygodniowej kwarantannie. W tym czasie w Leavesden Studios trwała budowa scenografii i tworzenie rekwizytów.
Zdjęcia wznowiono 17 września po tym, jak Pattinson otrzymał zgodę na powrót na plan. Ukończenie filmu przewidywano wtedy na koniec 2020. Z powodu obostrzeń kręcono tylko w Anglii, a członkowie ekipy musieli mieszkać w pobliżu obszaru produkcji i nie opuszczać go aż do zakończenia prac nad filmem. Niektóre sceny były kręcone przy użyciu zdalnie sterowanej kamery.
Na początku października z powodu opóźnień w produkcji premiera filmu została przesunięta na 4 marca 2022. Zdjęcia do sceny pogrzebu odbyły się w St George’s Hall w Liverpoolu, który zastąpił Gotham City Hall. W Liverpoolu kręcono również na cmentarzu Anfield i w Royal Liver Building. Industrial Light & Magic dostarczyło technologię produkcji wirtualnej StageCraft ze ścianą paneli LED, umożliwiającą generowanie tła w czasie rzeczywistym, której użyto wcześniej m.in. przy serialu The Mandalorian. W połowie października wykonano zdjęcia w Chicago. Tego samego miesiąca Farrell powiedział, że będzie kręcił resztę swoich scen aż do lutego 2021.
Zdjęcia zakończyły się 12 marca 2021. Odpowiadał za nie Greig Fraser. Montażem zajęli się William Hoy i Tyler Nelson.
Efekty wizualne przygotowały studia Wētā FX, ILM, Scanline VFX oraz Crafty Apes, a nadzorował je Dan Lemmon.
Studio Wētā FX opracowało ponad 320 ujęć, w tym m.in. pościg za Batmanem i jego zderzenie z Pingwinem, wejście do jaskini Batmana, ratusz oraz nałożyło twarz Pattinsona na twarz kaskadera w niektórych scenach walki wręcz. Scanline VFX przygotowało ponad 217 ujęć w 11 sekwencjach. Studio było odpowiedzialne m.in. za stworzenie zniszczenia zapór wodnych, następującego po nich tsunami oraz sceny włamania Catwoman. Studio ILM stworzyło cyfrowo miasto Gotham City, na podstawie zaprojektowanego wcześniej pejzażu i wyświetlało go z użyciem technologii StageCraft. Ze względu na pandemię COVID-19, większość budynków została stworzona przy użyciu generowanych komputerowo obrazów.
Łącznie w filmie jest ponad 1500 ujęć, w których użyto efektów specjalnych.

## Muzyka
W październiku 2019 Reeves ogłosił, Michael Giacchino skomponuje muzykę do filmu. Jeszcze w tym samym miesiącu Giacchino powiedział, że skończył już pisać główny motyw do filmu. Z racji, że stało się to znacznie wcześniej, niż to zwykle bywa przy produkcji filmu, Giacchino i Reeves mogli wykorzystać go w materiałach promocyjnych. Giacchino powiedział, że czuł całkowitą swobodę w komponowaniu ścieżki dźwiękowej i zgodził się z Reevesem, że była to ich wspólna wizja Batmana podobna do tej, którą różni autorzy i artyści próbowali stworzyć. Giacchino ukończył całą partyturę w październiku 2021. Pełna ścieżka dźwiękowa została opublikowana 25 lutego 2022. W filmie można także usłyszeć utwór „Something in the Way” oraz „Ave Maria” Franza Schuberta, wykonane przez Tiffin Boys’ Choir i Dano.
| The Batman (Original Motion Picture Soundtrack) – 2022 | The Batman (Original Motion Picture Soundtrack) – 2022 | The Batman (Original Motion Picture Soundtrack) – 2022 |
| Nr                                                     | Tytuł utworu                                           | Długość                                                |
| ------------------------------------------------------ | ------------------------------------------------------ | ------------------------------------------------------ |
| 1.                                                     | „Can’t Fight City Halloween”                           | 4:04                                                   |
| 2.                                                     | „Mayoral Ducting”                                      | 2:34                                                   |
| 3.                                                     | „It’s Raining Vengeance”                               | 4:31                                                   |
| 4.                                                     | „Don’t Be Voyeur with Me”                              | 2:38                                                   |
| 5.                                                     | „Crossing the Feline”                                  | 1:46                                                   |
| 6.                                                     | „Gannika Girl”                                         | 2:30                                                   |
| 7.                                                     | „Moving in for the Gil”                                | 4:23                                                   |
| 8.                                                     | „Funeral and Far Between”                              | 1:45                                                   |
| 9.                                                     | „Collar ID”                                            | 1:15                                                   |
| 10.                                                    | „Escaped Crusader”                                     | 2:44                                                   |
| 11.                                                    | „Penguin of Guilt”                                     | 3:44                                                   |
| 12.                                                    | „Highway to the Anger Zone”                            | 5:19                                                   |
| 13.                                                    | „World’s Worst Translator”                             | 3:34                                                   |
| 14.                                                    | „Riddles, Riddles Everywhere”                          | 1:54                                                   |
| 15.                                                    | „Meow and You and Everyone We Know”                    | 5:18                                                   |
| 16.                                                    | „For All Your Pennyworth”                              | 2:38                                                   |
| 17.                                                    | „Are You a Kenzie or a Can’t-zie?”                     | 5:45                                                   |
| 18.                                                    | „An Im-purr-fect Murder”                               | 3:48                                                   |
| 19.                                                    | „The Great Pumpkin Pie”                                | 2:22                                                   |
| 20.                                                    | „Hoarding School”                                      | 4:55                                                   |
| 21.                                                    | „A Flood of Terrors”                                   | 4:29                                                   |
| 22.                                                    | „A Bat in the Rafters, Pt. 1”                          | 4:33                                                   |
| 23.                                                    | „A Bat in the Rafters, Pt. 2”                          | 6:42                                                   |
| 24.                                                    | „The Bat’s True Calling”                               | 3:05                                                   |
| 25.                                                    | „All’s Well That Ends Farewell”                        | 2:41                                                   |
| 26.                                                    | „The Batman”                                           | 6:47                                                   |
| 27.                                                    | „The Riddler”                                          | 5:01                                                   |
| 28.                                                    | „Catwoman”                                             | 3:03                                                   |
| 29.                                                    | „Sonata in Darkness”                                   | 12:11                                                  |
|                                                        |                                                        | 1:55:59                                                |

## Marketing
Pierwszy materiał z Pattinsonem w kostiumie Batmana został opublikowany 13 lutego 2020. Zawierał wczesną muzykę napisaną przez Giacchino i wywołał dyskusję na temat podejścia do postaci Batmana. 4 marca Reeves opublikował zdjęcie Batmobilu, które spotkało się z aprobatą.
22 sierpnia 2020, podczas DC FanDome pokazano pierwszy zwiastun produkcji. W ciągu 24 godzin od publikacji został on obejrzany 34 miliony razy. 24 sierpnia 2021, podczas konwentu CinemaCon Reeves i Pattinson mieli swoje wystąpienie na panelu Warner Bros., na którym pokazali nowe materiału z filmu. Drugi zwiastun zadebiutował 16 października 2021, podczas DC FanDome.
W grudniu 2021 studio Warner Bros. rozpoczęło kampanię marketingową z witryną www.rataalada.com, która pozwalała użytkownikom brać udział w symulowanych rozmowach z Riddlerem i rozwiązywać jego zadania, a ostateczną nagrodą za stronę była usunięta scena, w której Batman spotyka się z Jokerem w Arkham. 27 grudnia pokazano trzeci zwiastun. W lutym 2022 wydano zwiastun ogólny do przyszłych filmów DC Extended Universe, który zawierał kilka scen z Batmana.
Firma WarnerMedia wydała ponad 28 milionów dolarów na reklamy telewizyjne i licencjonowała znaczną ilość towarów w celu promowania filmu. Opisała marketing jako największą kolekcję gadżetów związanych z Batmanem w całej dekadzie. Były to m.in. zabawki Hot Wheels, zestawy Lego, ubrania, kosmetyki i ciasteczka Oreo. W lutym 2022 Google, niezależnie od Warner Bros., w swojej wyszukiwarce postanowiło wyświetlić Bat-sygnał dla zapytań związanych z Batmanem.

## Wydanie
Specjalne pokazy filmu odbyły się 21 lutego 2022 w Paryżu oraz 23 lutego 2022 w Londynie. Światowa premiera Batmana miała miejsce 1 marca 2022 w Lincoln Center w Nowym Jorku. Tego samego dnia odbyło się 350 pokazów przedpremierowych w kinach IMAX w całych Stanach Zjednoczonych. Dla szerszej publiczności film zadebiutował w tym kraju 4 marca. W tym dniu odbyła się również premiera w Polsce. Wskutek pandemii COVID-19 zdecydowano o dwukrotnym przesunięciu daty wydania filmu. Początkowo miał on zadebiutować 25 czerwca 2021, a później 1 października tego samego. Batman był pierwszym filmem superbohaterskim, który został wydany w Chinach od czasu Wonder Woman 1984 (2020). W odpowiedzi na inwazję na Ukrainę, Warner Bros. odwołało premierę w Rosji.
18 kwietnia 2022 film został udostępniony do pobrania w formie cyfrowej, a także wydany na platformie streamingowej HBO Max. Był to pierwszy od ponad film dystrybuowany przez Warner Bros., który nie został wydany na HBO Max równocześnie z premierą kinową. 24 maja w Stanach Zjednoczonych Warner Bros. Home Entertainment wydało produkcję na nośnikach Ultra HD Blu-ray, Blu-ray i DVD. 3 dni później Galapagos wydano film na tychże nośnikach w Polsce.

## Odbiór

### Box office
Do 22 września 2022 zyski z filmu wyniosły ponad 369,3 mln dolarów w Stanach Zjednoczonych i Kanadzie oraz ponad 401,4 mln dolarów na innych terytoriach, co w sumie dało 770,8 mln dolarów na całym świecie. Jest to najlepiej zarabiający film o seryjnym mordercy, a także siódmy najlepiej zarabiający film 2022.
W Stanach Zjednoczonych i Kanadzie przewidywano, że w weekend otwarcia Batman zarobi 115-170 milionów dolarów w 4417 kinach, a jego całkowity dochód krajowy wyniesie około 330-475 milionów dolarów. Bilety na przedpremierowe pokazy w kinach IMAX wyprzedały się w ciągu jednego dnia od rozpoczęcia sprzedaży. Podczas dnia otwarcia w Stanach Zjednoczonych i Kanadzie film zarobił 57 milionów dolarów. W weekend otwarcia zyski wyniosły 134 miliony dolarów brutto, dzięki czemu stał się drugim filmem (po Spider-Man: Bez drogi do domu), który od rozpoczęcia pandemii COVID-19 zarobił w weekend otwarcia ponad 100 milionów dolarów w USA i Kanadzie. Stał się również najlepiej zarabiającym filmem Warner Bros. od rozpoczęcia pandemii COVID-19 w ciągu zaledwie kilku dni. W drugi weekend film zarobił 66,5 miliona dolarów, co jest spadkiem o 50%, jednak utrzymał się na szczycie box office. W trzeci weekend zyski wyniosły 36,7 miliona dolarów, co oznacza spadek o 45%, a film stał się drugim od rozpoczęcia pandemii COVID-19, który zarobił ponad 300 milionów dolarów w USA i Kanadzie. W czwarty weekend został wyparty na drugie miejsce przez Zaginione miasto, zarabiając 20,5 miliona dolarów, co oznacza spadek o 44%.
W Korei Południowej produkcja zarobiła 1,7 miliona dolarów, co było największym otwarciem w tym kraju w 2022. We Francji film zarobił 2,1 miliona dolarów, co również jest najwyższym otwarciem w 2022. Szacuje się, że do 4 marca w 74 krajach poza USA i Kanadą film zarobił 54 miliony dolarów. W Wielkiej Brytanii film zarobił 6,4 miliona dolarów, co było drugim największym otwarciem w tym kraju podczas pandemii COVID-19. W Hiszpanii również był drugim co do wielkości otwarciem w czasie pandemii, zarabiając 1,2 miliona dolarów. Do końca pierwszego tygodnia w 74 krajach poza USA i Kanadą film zarobił około 124,2 miliona dolarów, a w weekend znalazł się na pierwszym miejscu w 73 z nich. W kinach IMAX zarobił 22,3 miliona dolarów na całym świecie, co stanowi drugi najwyższy weekend otwarcia dla tej sieci od grudnia 2019. Było to również najwyższe otwarcie dla filmu poza USA i Kanadą w 2022, a także trzecie największe od rozpoczęcia pandemii. Ponadto film miał drugi najwyższy weekend otwarcia od 2019 w szesnastu krajach, w tym w Wielkiej Brytanii (18,1 mln dolarów), Meksyku (12,1 mln dolarów), Australii (9,3 mln dolarów), Brazylii (8,8 mln dolarów), Francji (8,4 mln dolarów), Niemczech (5,1 mln dolarów), Korei Południowej (4,4 mln dolarów), Włoszech (4,1 mln dolarów), Hiszpanii (3,7 mln dolarów) i Indiach (3,4 mln dolarów).
W drugi weekend film zarobił 66,6 miliona dolarów na 76 rynkach poza USA i Kanadą (co oznacza spadek o 42%), w tym 3,2 miliona dolarów w Japonii, gdzie zadebiutował. 17 marca film przekroczył próg 500 milionów dolarów, stając się ósmym filmem z okresu pandemii, który tego dokonał, a także najwyżej zarabiającym filmem wytwórni Warner Bros. w tym okresie. W trzeci weekend poza USA i Kanadą film zarobił 49,1 miliona dolarów, co oznacza spadek o 46%. W Chinach, według Artisan Gateway, w weekend film zarobił 11,8 miliona dolarów, co było najlepszym otwarciem w tym kraju dla filmu amerykańskiego w 2022. W czwarty weekend film zarobił 25,3 miliona dolarów (co oznacza spadek o 49%), w tym 3,1 miliona dolarów w Chinach, gdzie został wyparty przez film Moonfall. 17 kwietnia przekroczył próg 750 milionów dolarów, stając się piątym filmem z okresu pandemii, który tego dokonał. Największy przychód pochodził z: Wielkiej Brytanii (53,2 mln dolarów), Meksyku (30,7 mln dolarów), Australii (27 mln dolarów), Francji (25,9 mln dolarów), Brazylii (22,6 mln dolarów), Chin (22,5 mln dolarów), Niemiec (18,9 mln dolarów), Hiszpanii (11,8 mln dolarów), Włoszech (11,2 mln dolarów) i Japonii (10 mln dolarów). W Polsce film zarobił ponad 4,5 mln dolarów.

### Oglądalność
Według Samba TV, w pierwszym dniu emisji na HBO Max film obejrzało 720 000 amerykańskich gospodarstw domowych, a w pierwszym tygodniu – 4,1 miliona. Był to wynik oglądalności wyższy od niemal wszystkich filmów emitowanych na HBO Max i drugi na tej platformie w pierwszym tygodniu emisji, po filmie Mortal Kombat (2021), który obejrzało 4,3 miliona gospodarstw domowych.

### Reakcje krytyków
Film spotkał się z pozytywną reakcją krytyków. W serwisie Rotten Tomatoes 86% z 396 recenzji uznano za pozytywne, a średnia ocen wystawionych na ich podstawie wyniosła 7,6 na 10. Na portalu Metacritic średnia ważona ocen z 66 recenzji wyniosła 72 punkty na 100. Według serwisu CinemaScore, zajmującego się mierzeniem atrakcyjności filmów w Stanach Zjednoczonych, publiczność przyznała mu ocenę A- w skali od F do A+. W badaniu przeprowadzonym przez konkurencyjny PostTrak 87% widowni przyznała mu pozytywną ocenę, a 71% publiczności „zdecydowanie poleca” film.
Alex Stedman z portalu IGN przyznał filmowi pełne dziesięć punktów pisząc: „Batman to trzymający w napięciu, wspaniały, a momentami autentycznie przerażający, psychologiczny thriller kryminalny, który daje Bruce’owi Wayne’owi tak solidną historię detektywistyczną, na jaką zasługuje”. Peter Bradshaw na łamach „The Guardian” ocenił film na 3 na 5 gwiazdek chwaląc występy, ale jednocześnie stwierdzając, że „nieuchronnie mrok zapada na najnowszą iterację Batmana z mętnym poczuciem, że nic tak naprawdę nie było stawką”. James Mottram z magazynu „The National News” ocenił film na pięć punktów z pięciu możliwych i nazwał film „jednym z najmroczniejszych i najbardziej fascynujących filmów komiksowych współczesnej ery”, chwaląc jednocześnie kreacje aktorskie, sekwencje akcji i historię. Peter Debruge z „Variety” napisał, że „torturowany Robert Pattinson staje się jeszcze ciemniejszy niż Mroczny Rycerz” i dodał, że „reżyser przedstawia trudną, nową wizję najłatwiejszej do wyobrażenia postaci DC łącząc elementy filmów noir i horrorów”.
David Rooney z magazynu „The Hollywood Reporter” chwalił muzykę pisząc, że „wizualne wykorzystanie dźwięku jest kluczem do uzyskania wciągającego efektu w filmie” i stwierdził, że film jest „ponury, ale porywający”. Ann Hornaday z „The Washington Post” wystawiła ocenę 1,5 na 4 punktów i uznała, że Batman jest „równie rozwlekły, co zagmatwany i ostatecznie pozbawiony znaczących stawek”. A.O. Scott z „The New York Times” chwalił grę aktorską, ale stwierdził też, że „akcja jest przerywana na długie wywody, a wydarzenia z przeszłości są analizowane przez kolejne postaci”. Shalini Langer z „Indian Express” oceniła film na 2,5/5 i napisała: „Batman bardzo dużo mówi o swoim bohaterze. Wszystko wokół niego dzieje się w zwolnionym tempie, co przy okazji może częściowo tłumaczyć rozdętą, trzygodzinną długość filmu”.
Jakub Popielecki z portalu Filmweb wystawił filmowi osiem gwiazdek na dziesięć możliwych stwierdzając, że „Batman Matta Reevesa to klasyczny film o detektywie ścigającym kryminalistę. Czyli klasyczny film… policyjny. Do tego całkiem niezły”. Piotr Grabiec ze spidersweb.pl ocenił film na 8 na 10 i napisał: „Batman pod względem zawiązania fabuły podąża drogą Spider-Man: Homecoming, rezygnując z origin story w ogóle i wychodzi mu to na dobre”, ale skrytykował wątek romantyczny. Dawid Muszyński z portalu naEkranie.pl wystawił dziewięć punktów na dziesięć stwierdzając, że „Matt Reeves zrobił rzecz niemożliwą – wziął postać Batmana i opowiedział ją na nowo, w sposób zupełnie inny niż jego poprzednicy. Odział go w człowieczeństwo”.

## Nagrody i nominacje
| Nagroda                                             | Kategoria                      | Nominowani                                                | Wynik     | Źródło          |
| --------------------------------------------------- | ------------------------------ | --------------------------------------------------------- | --------- | --------------- |
| Nagroda Akademii Filmowej                           | Najlepszy dźwięk               | Stuart Wilson, William Files, Douglas Murray, Andy Nelson | Nominacja | [ 241 ]         |
| Nagroda Akademii Filmowej                           | Najlepsze efekty specjalne     | Naomi Donne, Mike Marino, Mike Fontaine                   | Nominacja | [ 241 ]         |
| Nagroda Akademii Filmowej                           | Najlepsza charakteryzacja      | Dan Lemmon, Russell Earl, Anders Langlands, Dominic Tuohy | Nominacja | [ 241 ]         |
| Golden Trailer Awards                               | Najlepszy zwiastun             | Statement Advertising                                     | Nominacja | [ 242 ]         |
| Golden Trailer Awards                               | Najlepsze napisy tytułowe      | Devastudios, Inc.                                         | Nominacja | [ 242 ]         |
| Golden Trailer Awards                               | Najlepszy montaż dźwięku       | Statement Advertising                                     | Nominacja | [ 242 ]         |
| Hollywood Critics Association Midseason Film Awards | Najlepszy film                 | Batman                                                    | Nominacja | [ 243 ]         |
| Hollywood Critics Association Midseason Film Awards | Najlepszy reżyser              | Matt Reeves                                               | Nominacja | [ 243 ]         |
| Hollywood Critics Association Midseason Film Awards | Najlepszy aktor drugoplanowy   | Colin Farrell                                             | Nominacja | [ 243 ]         |
| Hollywood Critics Association Midseason Film Awards | Najlepszy aktor drugoplanowy   | Paul Dano                                                 | Nominacja | [ 243 ]         |
| Hollywood Critics Association Midseason Film Awards | Najlepsza aktorka drugoplanowa | Zoë Kravitz                                               | Nominacja | [ 243 ]         |
| Hollywood Critics Association Midseason Film Awards | Najlepszy scenariusz           | Matt Reeves, Peter Craig                                  | Nominacja | [ 243 ]         |
| MTV Movie & TV Awards                               | Najlepszy film                 | Batman                                                    | Nominacja | [ 244 ]         |
| MTV Movie & TV Awards                               | Najlepsza rola                 | Robert Pattinson                                          | Nominacja | [ 244 ]         |
| MTV Movie & TV Awards                               | Najlepszy czarny charakter     | Colin Farrell                                             | Nominacja | [ 244 ]         |
| MTV Movie & TV Awards                               | Najlepszy pocałunek            | Robert Pattinson i Zoë Kravitz                            | Nominacja | [ 244 ]         |
| Nagroda Saturn                                      | Najlepszy film superbohaterski | Batman                                                    | Nominacja | [ 245 ] [ 246 ] |
| Nagroda Saturn                                      | Najlepszy aktor                | Robert Pattinson                                          | Nominacja | [ 245 ] [ 246 ] |
| Nagroda Saturn                                      | Najlepsza aktorka              | Zoë Kravitz                                               | Nominacja | [ 245 ] [ 246 ] |
| Nagroda Saturn                                      | Najlepszy aktor drugoplanowy   | Paul Dano                                                 | Nominacja | [ 245 ] [ 246 ] |
| Nagroda Saturn                                      | Najlepszy aktor drugoplanowy   | Colin Farrell                                             | Nominacja | [ 245 ] [ 246 ] |
| Nagroda Saturn                                      | Najlepsza reżyseria            | Matt Reeves                                               | Wygrana   | [ 245 ] [ 246 ] |
| Nagroda Saturn                                      | Najlepszy scenariusz           | Matt Reeves, Peter Craig                                  | Nominacja | [ 245 ] [ 246 ] |
| Nagroda Saturn                                      | Najlepsza muzyka               | Michael Giacchino                                         | Nominacja | [ 245 ] [ 246 ] |
| Nagroda Saturn                                      | Najlepszy montaż               | William Hoy, Tyler Nelson                                 | Nominacja | [ 245 ] [ 246 ] |
| Nagroda Saturn                                      | Najlepsza scenografia          | James Chinlund                                            | Nominacja | [ 245 ] [ 246 ] |
| Nagroda Saturn                                      | Najlepsze kostiumy             | Jacqueline Durran, David Crossman, Glyn Dillon            | Wygrana   | [ 245 ] [ 246 ] |
| Nagroda Saturn                                      | Najlepsza charakteryzacja      | Mike Marino, Naomi Donne                                  | Nominacja | [ 245 ] [ 246 ] |

## Analizy

### Walka klas i nierówność społeczna
W Batmanie pojawia się walka klas, a Marco Vito Oddo z serwisu Collider stwierdził, że głównym wątkiem jest nierówność społeczna. Tłumaczy, że trzy główne postacie – Batman, Riddler i Catwoman – są sierotami z różnych środowisk ekonomicznych. Batman co prawda dorastał w normalnych warunkach, lecz Riddler znał tylko mękę, a Catwoman doświadczyła różnych trudności życiowych. Frustracja Riddlera z powodu swojego wychowania doprowadza go do agresji wobec bogatych, co świadczy o tym, że przestępczość rodzi się z desperacji. JM Mutore z The A.V. Club i Susana Polo z portalu Polygon stwierdzili, że Riddler wpada w „pułapkę złoczyńców, którzy mają rację”, uważając, że robi dobrze, demaskując korupcję, szkodzącą nieszczęśliwym. Chrishaun Baker z Inverse dodał, że film w żadnym miejscu nie przedstawia frustracji Riddlera jako czegoś złego, lecz Brandon Zachary z Comic Book Resources uznał, że Riddler jest „z natury zły”.
Zachary napisał także, że rożne wychowanie Batmana, Catwoman i Riddlera sprawia, że każda z tych postaci ma inny światopogląd: Batman widzi świat wąsko i binarnie, Riddlera cechuje „gorzka i okrutna” metoda walki z korupcją, która krzywdzi niewinnych, a Catwoman dostrzega korupcyjną siłę bogactwa, a agresywna staje się tylko wtedy, gdy jej przyjaciele są krzywdzeni. Adam Nayman z The Ringer uważa, że film uwypuklił motywy dwoistości między Batmanem a jego wrogami. Baker uznał, że film kończy się uświadomieniem Batmanowi, że „musi walczyć o wolę ludzi, wśród ludzi, przeciwko tym samym instytucjom, które składają puste obietnice, że będą ich chronić”.

### Przedstawienie postaci Batmana
Baker stwierdził, że poprzednie filmy o Batmanie mają tendencję do prezentowania i odzwierdziedlania prawicowych motywów, a adaptacje Tima Burtona i Christophera Nolana przedstawiają odpowiednio libertariański i „niejasno autorytarny” wizerunek tej postaci. Film podkreśla, że bogactwo Batmana nie łagodzi jego cierpienia i sprawia, że powinien on być bardziej filantropijny. Mutore uważał, że Batman w bardziej bezpośredni sposób porusza kwestię bogactwa Wayne’a niż poprzednie filmy o tej postaci, ale przedstawia próby filantropii Thomasa Wayne’a jedynie jako prowadzące do korupcji, natomiast Baker stwierdził, że film bezpośrednio porusza tę kwestię w momencie, gdy postępowa kandydatka na burmistrza Bella Réal sprzecza się z Brucem na temat jego bogactwa. Z kolei Nayman twierdził, że produkcja nie skupia się na tych aspektach w takim stopniu, jak poprzednie filmy, ponieważ jest główny bohater jest w niej przedstawiony jako odludek.
Relacje Batmana z policją znacząco różnią się w porównaniu z poprzednimi produkcjami o tym bohaterze. Filmy Burtona przedstawiały policję jako niekompetentną siłę, którą Batman zastępuje, natomiast filmy Nolana przedstawiały ją jako naginającą prawo, by pomóc Batmanowi. W produkcji Reevesa Batman ma wrogie relacje z policją Gotham, która postrzega go jako przestępcę. Baker uznał, że „za każdym razem, gdy Batman wchodzi w interakcje z policją, wyczuwalne jest poczucie dyskomfortu; dla nich Batman reprezentuje poziom nadzoru, z którym nie są przyzwyczajeni się zmagać”.

## Kontynuacje

### Sequel
Zapowiedziano, że Batman rozpocznie nową trylogię filmów o Batmanie i ustanowi wspólne, odrębne uniwersum skupione na tej postaci, niezwiązane z DCEU. Według doniesień z listopada 2019 kluczowi członkowie obsady podpisali umowy na przyszłe filmy. W grudniu 2021 Pattinson przyznał, że ma pomysły na rozwinięcie postaci Batmana w kolejnych produkcjach, a Clark stwierdził, że Batman będzie stanowił fundament, na którym będą mogły bazować przyszłe filmy. Pattinson i Reeves wyrazili zainteresowanie wprowadzeniem postaci Robina oraz złoczyńców takich jak Calendar Man, Mr. Freeze i organizacja Court of Owls. Sequel został oficjalnie ogłoszony w kwietniu 2022 podczas konwentu CinemaCon. W sierpniu 2022 roku ujawniono, że wraz z Reevesem scenariusz napisze także Mattson Tomlin. Pierwotnie film miał mieć premierę pod koniec 2025 roku, lecz w marcu 2024 roku przesunięto ją na 2 października 2026.

### Spin-offy

#### Anulowany serial o Gotham City Police Department
W lipcu 2020 poinformowano, że HBO Max zamówiło serialowy spin-off koncentrujący się na pracy policji i korupcji w Gotham City. Matt Reeves i Terence Winter mieli napisać scenariusz do produkcji i razem z Danielem Pipskim, Adamem Kassanem i Dylanem Clarkiem zostali producentami wykonawczymi. Podczas DC FanDome 2020 ujawniono, że akcja serialu miałaby rozgrywać się podczas pierwszego walki Batmana z przestępczością z perspektywy skorumpowanego funkcjonariusza GCPD. W listopadzie 2020 Winter opuścił projekt z powodu różnic twórczych, a w styczniu 2021 na jego stanowisko zatrudniono Joe Bartona. W marcu 2022 Reeves oświadczył, że serial nie będzie rozwijany, choć ma nadzieję, że w przyszłości się to zmieni.

#### The Penguin
We wrześniu 2021 poinformowano, że planowany jest serial o Pingwinie oraz, że Lauren LeFranc została zatrudniona do napisania scenariusza. W grudniu ujawniono, że Colin Farrell powtórzy swoją rolę z filmu. Serial będzie niezależną od Batmana historią i przedstawi dojście Pingwina do władzy, które Clark porównał do Człowieka z blizną (1983). W marcu 2022 poinformowano, że prace nad spin-offem są w zaawansowanej fazie rozwoju, a Reeves powiedział, że powstanie on przed sequelem Batmana. W tym samym miesiącu HBO Max zamówiło The Penguin jako serial limitowany.

#### Niezatytułowany serial o Arkham
W marcu 2022 Reeves potwierdził, że trwają prace nad spin-offem, którego akcja toczy się wokół Azylu Arkham. Powiedział, że serial będzie bazował na wprowadzeniu Arkham w filmie i będzie badał pochodzenie różnych postaci z nim związanych.